# NGC 2359
NGC 2359 é uma nebulosa na direção da constelação de Canis Major. O objeto foi descoberto pelo astrônomo William Herschel em 1785, usando um telescópio refletor com abertura de 18,6 polegadas. 